# Genocide
Genocide, släppt 2000, är ett samlingsalbum av Judas Priest. Det består av bandets två första album, Rocka Rolla (1974) och Sad Wings of Destiny (1976). Albumet släpptes på Gull Records.

## Låtlista
Skiva 1
1. "One for the Road"
2. "Rocka Rolla"
3. "Winter"
4. "Deep Freeze"
5. "Winter Retreat"
6. "Cheater"
7. "Never Satisfied"
8. "Run of the Mill"
9. "Dying to Meet You"
10. "Caviar and Meths"
11. "Diamonds and Rust"

Skiva 2
1. "Victim of Changes"
2. "The Ripper"
3. "Dreamer Deceiver"
4. "Deceiver"
5. "Prelude"
6. "Tyrant"
7. "Genocide"
8. "Epitaph"
9. "Island of Domination"